# 北山内村
北山内村（きたやまうちむら）は茨城県西茨城郡にかつて存在した村である。

## 地理
- 現在の笠間市の北部に位置する。
- 村域はほとんど丘陵地帯になっている。
- 村は笠間盆地の北部に位置する。

## 歴史
村名は村が笠間盆地の北部に位置するため北山内村となった。

### 村域の変遷
- 1889年（明治22年）4月1日 - 町村制施行により、箱田村・片庭村・大淵村・寺崎村・日沢村・大郷戸村・石寺村が合併し西茨城郡北山内村が発足。
- 1955年（昭和30年）2月11日 - 笠間町・南山内村・大池田村と合併し、改めて笠間町が発足。同日北山内村廃止。

変遷表
| 1868年 以前 | 1868年 以前 | 明治11年 | 明治22年 4月1日 | 昭和30年 2月11日 | 昭和33年 8月1日 | 現在   |
| ----------- | ----------- | -------- | --------------- | ---------------- | --------------- | ------ |
|             | 上箱田村    | 箱田村   | 北山内村        | 笠間町           | 市制            | 笠間市 |
|             | 下箱田村    | 箱田村   | 北山内村        | 笠間町           | 市制            | 笠間市 |
|             | 間黒村      | 箱田村   | 北山内村        | 笠間町           | 市制            | 笠間市 |
|             | 阿弥陀村    | 箱田村   | 北山内村        | 笠間町           | 市制            | 笠間市 |
|             | 片庭村      |          | 北山内村        | 笠間町           | 市制            | 笠間市 |
|             | 大淵村      |          | 北山内村        | 笠間町           | 市制            | 笠間市 |
|             | 寺崎村      |          | 北山内村        | 笠間町           | 市制            | 笠間市 |
|             | 日沢村      |          | 北山内村        | 笠間町           | 市制            | 笠間市 |
|             | 大郷戸村    |          | 北山内村        | 笠間町           | 市制            | 笠間市 |
|             | 石寺村      |          | 北山内村        | 笠間町           | 市制            | 笠間市 |

## 大字
- 箱田（はこだ）
- 片庭（かたにわ）
- 大淵（おおぶち）
- 寺崎（てらざき）
- 日沢（ひざわ）
- 大郷戸（おおごと）
- 石寺（いしでら）

## 人口・世帯

### 人口
総数 [単位： 人]
| 1891年（明治22年） | 3,509 |
| 1920年（大正 9年） | 3,815 |
| 1935年（昭和10年） | 3,928 |
| 1950年（昭和25年） | 4,832 |

### 世帯
総数 [単位： 世帯]
| 1920年（大正 9年） | 738 |
| 1935年（昭和10年） | 744 |
| 1950年（昭和25年） | 825 |

## 著名な出身者
- 玉川祐子(浪曲曲師)